# Marco Majouga
Marco Majouga, né le 9 mai 2001 à Toulouse en France, est un footballeur international centrafricain jouant au poste d'attaquant au Botev Vratsa.

## Biographie

### Carrière en club
Malgré quelques apparitions avec l'équipe première du Nîmes Olympique, il ne signe pas de contrat professionnel avec son club formateur. En août 2021, il s'engage pour deux saisons (plus une en option) avec l'USL Dunkerque qui évolue alors en Ligue 2.
Il s'engage à l'hiver 2023 avec le club de Brotev Vratsa en première division bulgare.

### Carrière internationale
Le 7 septembre 2023, il honore sa première sélection avec l'équipe de Centrafrique de football lors d'un match face au Ghana comptant pour les qualifications de la CAN 2023.

## Statistiques
| Saison                | Club                  | Championnat           | Championnat | Championnat | Coupe(s) nationale(s) | Coupe(s) nationale(s) | Total | Total |
| Saison                | Club                  | Division              | M.          | B.          | M.                    | B.                    | M.    | B.    |
| 2020-2021             | Nîmes Olympique       | Ligue 1               | 7           | 0           | 1                     | 0                     | 8     | 0     |
| 2021-2022             | USL Dunkerque         | Ligue 2               | 24          | 2           | 1                     | 0                     | 25    | 2     |
| 2022-2023             | USL Dunkerque         | National              | 1           | 0           | 2                     | 2                     | 3     | 2     |
| Sous-total            | Sous-total            | Sous-total            | 25          | 2           | 3                     | 2                     | 28    | 4     |
| 2022-2023             | Botev Vratsa          | Prva Liga             | 5           | 0           | 0                     | 0                     | 5     | 0     |
| Total sur la carrière | Total sur la carrière | Total sur la carrière | 37          | 2           | 4                     | 2                     | 41    | 4     |